# Рябошапка Руслан Георгійович
Руслан Георгійович Рябошапка (нар. 14 жовтня 1976, смт Зеленогірське Любашівського району, Одеська область) — український державний діяч, юрист.
Заступник Міністра юстиції України (березень — жовтень 2014). Член Національного агентства з питань запобігання корупції (2016—2017). Заступник Глави адміністрації Президента України Зеленського (21.05-29.08.2019), відповідав за питання правової реформи, координацію зв'язків з органами кримінальної юстиції та судовою владою. Ініціював створення комісії з питань правової реформи при Президентові, основним завданням якої була підготовка бачення утвердження верховенства права. Був призначений співголовою комісії. Генеральний прокурор України (2019—2020).
Співзасновник Центру національної стійкості та розвитку.

## Біографія

### Освіта
1998 — закінчив Міжнародний Соломонів університет, отримав кваліфікацію спеціаліста.

### Кар'єра
Розпочав роботу з 1997 року у Міністерстві юстиції, навчаючись на 5 курсі університету. З 1998 до 2001 року — головний консультант, заступник начальника управління законодавства про правосуддя, охорону правопорядку та оборону; заступник директора Департаменту законодавства про правосуддя, кримінального і процесуального права та про адміністративну відповідальність Міністерства юстиції. В цей період брав участь у підготовці нового Кримінального кодексу України.
У 2001—2002 роках — заступник директора Департаменту законодавства про правосуддя, кримінального і процесуального права та про адміністративну відповідальність Міністерства юстиції України.
У 2002—2003 роках — директор Центру правової реформи і законопроєктних робіт при Міністерстві юстиції України.
З грудня 2003 до червня 2010 року очолював Департамент законодавства про правосуддя, правоохоронної діяльності та антикорупційної політики Міністерства юстиції України. Ініціював приєднання України до групи держав Ради Європи проти корупції (GRECO) та був першим главою цієї делегації.[джерело?] Є автором підписаної у 2006 році Президентом України Віктором Ющенком концепції подолання корупції в Україні «На шляху до доброчесності». Ініціював приєднання України до ключових антикорупційних міжнародних документів: Конвенція ООН проти корупції, Кримінальної та Цивільної конвенції Ради Європи про боротьбу з корупцією.
21 червня 2010 призначений директором новоствореного Бюро з питань антикорупційної політики Секретаріату Кабінету Міністрів України. Головне завдання Бюро — підготовка та реалізація урядових пріоритетів у впровадженні антикорупційної політики. У його структуру входить кілька секторів: проведення антикорупційної експертизи, аналізу та дослідження проблем виникнення корупції, міжнародної співпраці та інформаційної політики, координації діяльності центральних органів виконавчої влади з питань антикорупційної політики.[джерело?]
У лютому 2011-го Кабмін ліквідував посаду урядового уповноваженого та Бюро з питань антикорупційної політики. З лютого 2011 до жовтня 2013 був заступником директора Департаменту юридичного забезпечення Секретаріату Кабінету Міністрів України. З жовтня 2013 до березня 2014 — керівник Департаменту аналізу антикорупційної політики у неурядовій організації «Transparency International Україна».[джерело?] Очолював напрямок аналізу антикорупційної політики.
Березень — жовтень 2014 — заступник Міністра юстиції України в першому уряді Яценюка. Під час роботи у Міністерстві юстиції під керівництвом Руслана Рябошапки було розроблено сучасне антикорупційне законодавство. Зокрема, антикорупційна стратегія (2014—2017 роки), Закон про НАБУ, Закон України про запобігання корупції, законопроєкти щодо розкриття інформації про бенефіціарних власників юридичних осіб, про відкритість інформації у державних реєстрах. Крім того, було підготовлено законопроєкт про заочне засудження.
З жовтня 2014 року під'єднався до програми розвитку ООН як консультант з питань антикорупційної реформи. Під час роботи в ООН займався підготовкою до створення Національного агентства з питань запобігання корупції.
Березень 2016 — червень 2017 — Член Національного агентства з питань запобігання корупції. 9 червня 2017 пішов з посади члена НАЗК, оскільки останній фактично потрапив під політичний контроль БПП та Народного фронту і не міг здійснювати ефективну діяльність.
У січні 2019 приєднався до команди Володимира Зеленського. Брав участь у зустрічі Володимира Зеленського із президентом Франції — Еммануелем Макроном (12 квітня). За деякою інформацією підтримує дружні стосунки з Президентом Франції Еммануелем Макроном до сьогодні.
На виборах Президента України 2019 року — радник кандидата Володимира Зеленського.
21 травня 2019 року — призначений заступником Глави Адміністрації Президента України Володимира Зеленського. Член делегації України для участі в роботі групи держав Ради Європи проти корупції (GRECO).
Голова Національної ради з питань антикорупційної політики (з 25 червня 2019). Співголова Комісії з питань правової реформи (з 7 серпня 2019).
З 29 серпня 2019 року — Генеральний прокурор України. З 5 вересня першим заступником Рябошапки є Віталій Касько, 11 вересня заступником Руслана й головним військовим прокурором призначено Віктора Чумака. 8 жовтня заступником Рябошапки призначено Віктора Трепака.
19 вересня 2019 року розпочато масштабну реформу прокуратури, першим етапом якої було очищення Генеральної прокуратури від недоброчесних та некомпетентних прокурорів. Під час першого етапу було звільнено понад 55 відсотків прокурорів та суттєво скорочено штатну чисельність Офісу Генерального прокурора.
Окрім переатестації головними своїми здобутками на посаді Рябошапка вважає: активізацію розслідування справ щодо виведення коштів з «Приватбанку», утворення департаменту, що збирає і передає до міжнародних судів докази збройної агресії Росії, створення департаменту щодо розслідування справ про катування громадян правоохоронцями, відкриття понад 3 тисяч кримінальних справ за вирубку лісів, притягнення до відповідальності власників 12 банків, які вкрали і вивели в офшори близько 13 мільярдів гривень, здобутки та зрушення в розслідуваннях «Справ Майдану» і справи вбивства Катерини Гандзюк.
5 березня 2020 року Верховна Рада висловила Рябошапці недовіру, звільнивши його з посади Генпрокурора. Сам Рябошапка назвав це рішення «побудованим на відвертій брехні і маніпуляціях», ініціатором звільнення виступили народні депутати, частину з яких, називають близькими до олігарха Ігоря Коломойського та представниками «руского міра» в парламенті.
Після звільнення приєднався до команди експертів Світового банку та OECD, продовжуючи роботу над антикорупційними реформами та реформами у сфері правосуддя різних іноземних держав.
В листопаді 2020 року Руслан Рябошапка разом із Міністром фінансів України (2016—2018) Олександром Данилюком та Міністром закордонних справ (2014—2019) Павлом Клімкіним заснували Центр національної стійкості та розвитку.

### Виїзд з України
Після повномасштабного вторгнення РФ до України, Руслан виїхав з України, як батько трьох дітей.

## Сім'я
Дружина — Олеся Бартовщук, працює в Європейському суді з прав людини з 2007 року. Володіє французькою та англійською мовами. Виховують спільно трьох синів: Тимур, Лука та Марко. Діти мають французьке громадянство.

## Захоплення та хобі
Джаз, баскетбол та футбол.

## Нагороди та відзнаки
- Нагороджений грамотою Кабміну України (2007)[24].
- Лауреат Премії Кабінету Міністрів України за особливі досягнення молоді у розбудові України (2008)[25].
- Заслужений юрист України (2010)[26].
- Переможець Премії Державного департаменту США по боротьбі з корупцією (2021)[27][28][29].